# Gabrielle și Jean
Gabrielle și Jean este o pictură în ulei pe pânză realizată de Auguste Renoir în 1895. Acesta poate fi găsit la Musée de l'Orangerie din Paris.
În ultimul deceniu al secolului al XIX-lea și în primul deceniu al secol al XX-lea, Renoir a pictat diferite imagini ale fiilor săi, adesea în compania Gabriellei, bona și unul dintre modelele preferate ale pictorului, împreună cu soția sa Aline.
Acest portret este al fiului său Jean, care avea să devină un celebru regizor de film în anii 1930.